# Oskar Svärd
Oskar Svärd (* 19. September 1976 in Tvärred, Gemeinde Ulricehamn) ist ein ehemaliger schwedischer Skilangläufer, der vor allem im Skimarathon erfolgreich ist.

## Werdegang
Svärd, der zu Beginn seiner Karriere für den Verein Vålådalen SK startete, begann seine aktive Karriere 1999 bei FIS-Rennen in Schweden. Nachdem der Sportsoldat hierbei zwischenzeitlich gute Ergebnisse erzielt hatte, wurde er für die Militär-Skiweltmeisterschaft 2000 in Saalfelden nominiert. Dort erreichte er im Rennen über 15 Kilometer den 56. Platz. Ebenfalls startete er erstmals im Skilanglauf-Marathon-Cup und belegte dabei den zweiten Platz beim Wasalauf. Im Dezember 2000 versuchte Svärd für zwei Rennen den Start im Continentalcup, zog sich daraus jedoch wieder mangels Erfolg zurück. Im Februar 2001 wurde er Dritter beim Finlandia-hiihto.  Bei der Militär-Skiweltmeisterschaft 2001 in Colchester erreichte er Platz 42.
Am 10. Februar 2002 startete Svärd erneut im Rahmen der Worldloppet-Serie. Dabei kam er beim Tartu Maraton über 27 Kilometer im klassischen Stil auf den zehnten Platz. Nur drei Wochen später im März erreichte er beim Wasalauf den dritten Platz. Auch im folgenden Jahr startete er wieder im Skimarathon. Dabei konnte er gleich zu Saisonbeginn den Isergebirgslauf gewinnen. Nach einem dritten Platz beim Marcialonga und Tartu Maraton und einem vierten Platz beim Dolomitenlauf gewann er den Wasalauf über 90 Kilometer. Bei den Schwedischen Meisterschaften im Skilanglauf zwei Wochen später in Boden verpasste Svärd mit einem 19. Platz im Sprint und einem 12. Platz über 50 Kilometer vordere Platzierungen.
Bei der Militär-Skiweltmeisterschaft 2003 im finnischen Rovaniemi konnte er seine Leistungen nach 2001 erneut nicht steigern und erreichte nur Platz 44 über 15 Kilometer. 2004 gewann Svärd erneut den Isergebirgslauf. Zwei Wochen nach dem Rennen am 25. Januar 2004 gab Svärd sein Debüt im Skilanglauf-Weltcup. In Val di Fiemme konnte er jedoch das Rennen über 70 Kilometer nicht beenden. Beim Sprintrennen im Februar in Stockholm erreichte er den 28. Platz. Damit erreichte er im Weltcup zum Ende der Saison 2003/04 den 67. Platz in der Sprint-Gesamtwertung. In der Weltcup-Gesamtwertung erreichte er Platz 145. Im November 2004 erreichte Svärd mit der Staffel beim Weltcup-Rennen über vier mal 10 Kilometer in Gällivare den sechsten Platz. Zuvor musste er sich über 15 km im Einzel mit dem 72. Platz zufriedengeben.
2005 konzentrierte er sich wieder voll auf die Worldloppet-Tour und gewann erneut den Wasalauf. In den anderen Stationen konnte er mit Podiumsplatzierungen und Platzierungen unter den besten zehn ebenfalls gute Ergebnisse erzielen. Beim Skilanglauf-Weltcup-Rennen in Mora am 5. März 2006 erreichte Svärd den fünften Platz. Damit stand er am Ende im Distanzweltcup auf dem 62. Platz der Gesamtwertung. Im Gesamtweltcup 2005/06 reichte es zu Platz 89. Bei der Militär-Skiweltmeisterschaft 2007 erreichte er den 22. Platz über 15 km. Nach seinem dritten Sieg 2007 beim Wasalauf wurde Svärd neben Daniel Tynell der erfolgreichste Wasalauf-Teilnehmer seiner Generation. Im März 2007 siegte er ebenfalls beim Engelbrektsloppet. 2007 und 2009 gewann er den Fossavatnsgangan über 50 km Freistil.
Nachdem er 2008 kein Rennen im Skilanglauf-Marathon-Cup gewinnen konnte und er 2009 nicht an den Start ging, gelang ihm 2010 wieder der Sieg beim Isergebirgslauf sowie beim Marcialonga. Am Ende belegte er im Marathon-Cup den zweiten Platz in der Gesamtwertung. Bei der Militär-Skiweltmeisterschaft 2010 in Cogne erreichte er über 15 km den 26. Platz. In der Saison 2010/11 kam er beim König-Ludwig-Lauf auf den dritten und beim Marcialonga auf den zweiten Platz. Er siegte beim Finlandia-hiihto und erreichte damit den vierten Platz in der Skilanglauf-Marathon-Cup Gesamtwertung. In den folgenden Jahren belegte er meist Platzierungen außerhalb der Top Zehn. Beim Wasalauf kam er 2013 auf den 22., 2014 auf den neunten und 2015 auf den 25. Rang.

## Erfolge

### Siege bei Worldloppet-Cup-Rennen
Anmerkung: Vor der Saison 2015/16 hieß der Worldloppet Cup noch Marathon Cup.
| Nr. | Datum            | Ort                          | Rennen           | Disziplin                   |
| --- | ---------------- | ---------------------------- | ---------------- | --------------------------- |
| 1.  | 12. Januar 2003  | Bedřichov                    | Isergebirgslauf  | 50 km klassisch Massenstart |
| 2.  | 2. März 2003     | Sälen–Mora                   | Wasalauf         | 90 km klassisch Massenstart |
| 3.  | 11. Januar 2004  | Bedřichov                    | Isergebirgslauf  | 50 km klassisch Massenstart |
| 4.  | 6. März 2005     | Sälen–Mora                   | Wasalauf         | 90 km klassisch Massenstart |
| 5.  | 4. März 2007     | Sälen–Mora                   | Wasalauf         | 90 km klassisch Massenstart |
| 6.  | 10. Januar 2010  | Bedřichov                    | Isergebirgslauf  | 50 km klassisch Massenstart |
| 7.  | 31. Januar 2010  | Val di Fiemme / Val di Fassa | Marcialonga      | 70 km klassisch Massenstart |
| 8.  | 26. Februar 2011 | Lahti                        | Finlandia-hiihto | 50 km klassisch Massenstart |

### Sonstige Siege bei Skimarathon-Rennen
- 2007 Engelbrektsloppet, 60 km klassisch
- 2007 Fossavatnsgangan, 50 km Freistil
- 2009 Fossavatnsgangan, 50 km Freistil

## Statistik
Platzierungen im Skilanglauf-Weltcup
| Saison  | Platz | Punkte |
| ------- | ----- | ------ |
| 2003/04 | 145   | 3      |
| 2005/06 | 89    | 45     |

Platzierungen im Marathon-Cup
| Saison | Platz | Punkte |
| ------ | ----- | ------ |
| 2001   | 6     | 111    |
| 2002   | 13    | 86     |
| 2003   | 4     | 370    |
| 2004   | 11    | 150    |
| 2005   | 5     | 286    |
| 2007   | 4     | 247    |
| 2008   | 6     | 257    |
| 2009   | 13    | 167    |
| 2010   | 2     | 380    |
| 2011   | 4     | 401    |
| 2012   | 28    | 59     |
| 2013   | 20    | 70     |
| 2014   | 16    | 62     |
| 2015   | 22    | 70     |